# Keramiker

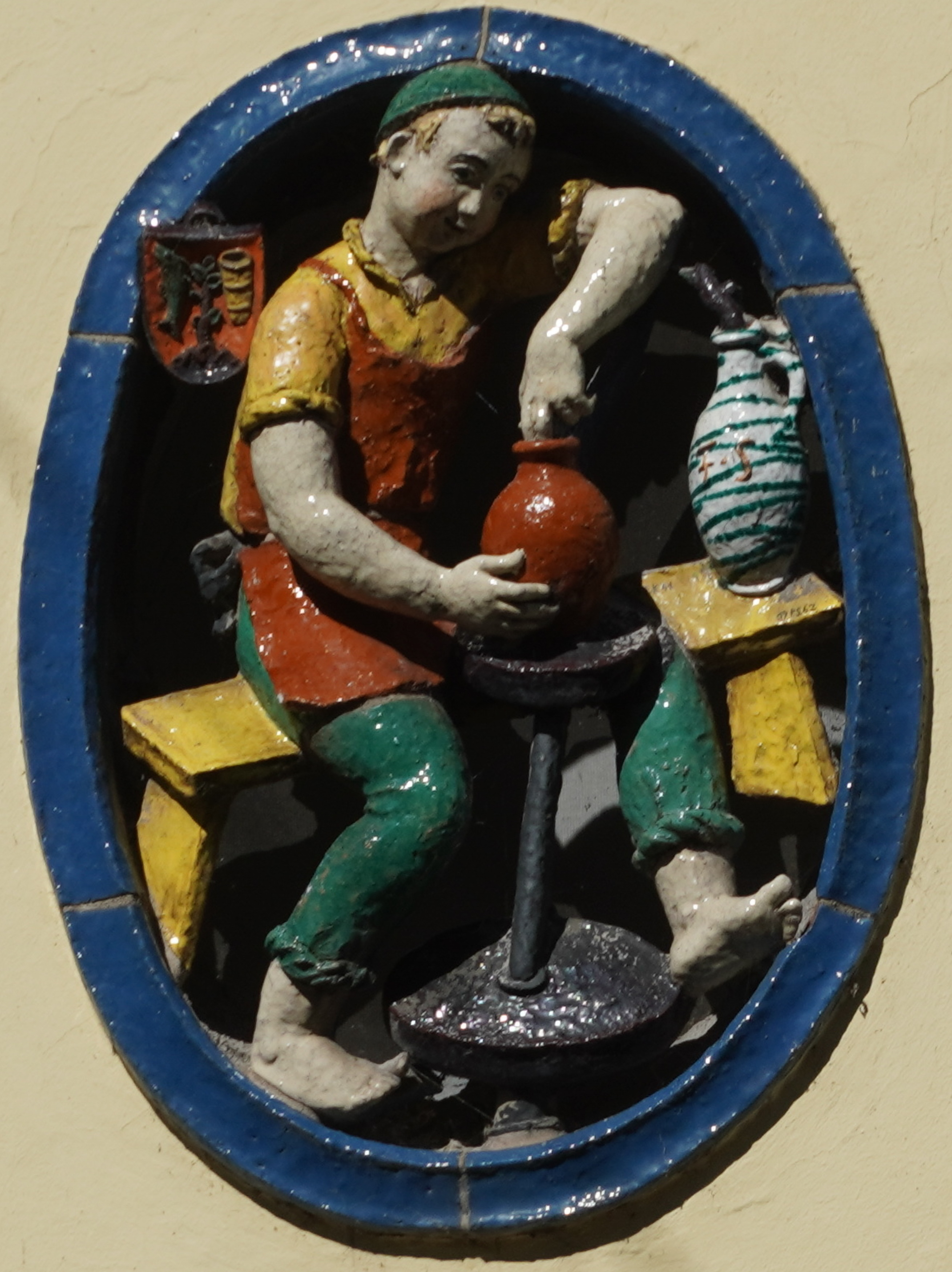
Keramiker beim Herstellen eines Kruges

Als Keramiker bezeichnet man Personen, die aus keramischen Materialien Werkstoffe oder Gebrauchsgegenstände, aber auch Kunstwerke fertigen. Dies umfasst die Aufbereitung des Materials, die Herstellung der Form und die Behandlung der Oberfläche, etwa durch Glasieren oder Dekorieren.

## Grundsätzliches zum Berufsfeld
Die Arbeit mit keramischen Materialien als Beruf lässt sich heute in drei Hauptrichtungen einteilen: Industriekeramik, sog. „Gebrauchskeramik“ und Keramik als Kunstbereich (Keramikkunst, Moderne Keramik).
Die etablierte Berufsbezeichnung Keramiker bezieht sich einerseits auf rein handwerkliche Berufe, andererseits aber auch auf ein Feld der Bildenden Kunst.

### Industriekeramik
Industriekeramik bzw. Technische Keramik bezieht sich auf die Entwicklung und Herstellung von Werkstoffen und Objekten, die hinsichtlich Eigenschaften und Verwendung auf technische Anforderungen (Hitzebeständigkeit, Spannungsfestigkeit, Isolierungskapazität etc.) hin entwickelt und produziert werden.
Wichtigste Bereiche der Industriekeramik sind keramische Bauteile als Isolatoren und Keramikkondensatoren in der Elektro- und Elektronikindustrie, dazu kommen keramische Werkstoffe in der Zahntechnik.

### Gebrauchskeramik
Gebrauchskeramik umfasst die Herstellung von Werkstoffen und Gebrauchsgegenständen aus Keramik (Baukeramik, Sanitärkeramik, Ofenkeramik (Hafnerei), Tafelkeramik (Geschirr) und Ähnliches). Hier überwiegt die Massenfertigung industrieller Prägung, wenn es auch immer noch Werkstätten mit handwerklicher Fertigung gibt, etwa von Tafelgeschirr in Porzellanmanufakturen oder durch Scheibentöpferei, aber auch von Ofenkacheln.
Wichtigste Bereiche sind heute einerseits die Herstellung von Oberflächenverkleidungen im Baubereich (keramische Fliesen, Platten etc.), andererseits die Fertigung von Tafelgeschirr und Kochgeschirr aus den Materialien Porzellan oder Steingut.

### Keramikkunst
Die Arbeit als Keramiker ist auch eine Sparte der Bildenden Kunst (=Moderne Keramik), die das Gestalten von Unikaten, Gefäßen, Skulpturen und anderen keramischen Objekten als Kunstwerke zum Ziel hat. Keramiker dieser Ausrichtung sind freischaffende Künstler und betreiben ein eigenes Atelier. Es gibt allerdings heftige Widerstände innerhalb der künstlerischen Keramik, in einem Atemzug mit handwerklichen oder industriellen Bereichen der Keramik genannt zu werden.

## Ausbildung
Keramik ist einerseits ein Lehrberuf, andererseits eine künstlerische Ausbildung an Kunsthochschulen und vergleichbaren Kunstschulen.

### Keramik als Lehrberuf
Keramik als Lehrberuf gibt es in vielen europäischen Ländern mit einer Ausbildungsdauer von 3 – 4 Jahren. In Österreich wurde der Lehrberuf Keramiker mit 1. Juli 2009 neu geordnet und mit folgenden Schwerpunkten mit jeweils 3 Jahren Ausbildungsdauer eingerichtet:
- Gebrauchskeramik[1]
- Baukeramik[2]
- Industriekeramik[3]

### Keramik als künstlerische Ausbildung
Keramik als künstlerische Hochschul-Ausbildung gibt es in fast allen europäischen Ländern und auch weltweit. In Österreich und Deutschland gibt es derzeit folgende Ausbildungen:
- Bachelor- und Masterstudium „Plastische Konzeptionen / Keramik“ an der Universität für Gestaltung Linz;
- Aufbaustudiengang „Keramische Formgebung“ an der Meisterschule für Kunst und Gestaltung der Ortweinschule Graz;
- Bachelor „Freie und Angewandte Keramik“ an der Akademie der Bildenden Künste Stuttgart;
- Master „Freie Kunst – Keramik“ an der privaten Muthesius Kunsthochschule in Kiel;
- Bachelor „Freie Kunst – Keramik und Glas“ an der Akademie der Bildenden Künste München;
- Bachelor und Master „Freie Kunst Keramik/Glas“ an der Hochschule Koblenz, Campus Höhr-Grenzhausen;
- https://www.burg-halle.de/kunst/plastik/keramik/